# Koszmosz–886
Koszmosz–886 (oroszul: Космос 886)  szovjet katonai űreszköz, elfogóvadász műhold.

## Küldetés
Kijelölt pályán mozogva imitálta egy ballisztikus rakéta támadásának elhárítását, ezzel segítve a radaros felderítést, a légvédelem szerves egységeinek (irányítás, riasztás, imitált elfogás és gyakorló megsemmisítés) összehangolt működését.

## Jellemzői
A Központi Mérnöki Tervezőiroda (oroszul: Центральное конструкторское бюро машиностроения – ЦКБ) tervezte és felügyelte építését. Mind az ISZ–A, mind az ISZ–P műholdakat a Cselomej vezette OKB–52 fejlesztette ki és építette meg. Üzemeltetője a moszkvai Honvédelmi Minisztérium (oroszul: Министерство обороны – MO).
Megnevezései: COSPAR: 1976-126A; SSC kódszáma: 9634.
1976. december 28-án a Bajkonuri űrrepülőtérról, a LC–90/19 indítóállásából egy Ciklon–2 (11K69) hordozórakétával juttatták alacsony Föld körüli (LEO = Low-Earth Orbit) közeli körpályára. Az orbitális egység pályája 114,70 perces, 65,8 fokos hajlásszögű, elliptikus pálya perigeuma 593 kilométer, apogeuma 2291 kilométer volt.
Az ISZ–A (истребитель спутник-активный – ИС–А) elfogóvadász műhold. Formája hengeres, átmérője 1.5 méter, hossza 4.5 méter, hasznos tömege 3320 kilogramm. Az űreszközre 8 napelemtáblát rögzítettek, éjszakai (földárnyék) energiaellátását újratölthető kémiai akkumulátorok biztosították.
Két részből állt: 
1. fő rész: vezérlési, célzómodul; számítógép; optikai rendszer; 300 kilogrammos repeszgránát,
2. hajtóanyag (300 másodperces működéshez) és a többször újraindítható mikromotor.

1976. december 27-én az előzetesen indított Koszmosz–880-as célműholdat 1 kilométeres megsemmisítő közelségében, 300 kilogrammos repeszbombáját felrobbantva (önmegsemmisítés) megsemmisítette.